# Dodô (calciatore 1994)
Raphael Guimarães de Paula, meglio noto come Dodô (Vespasiano, 5 settembre 1994), è un calciatore brasiliano, centrocampista del Remo.

## Caratteristiche tecniche
È un'ala destra.

## Carriera
Cresciuto nel settore giovanile dell'Atlético Mineiro, ha esordito in prima squadra il 10 ottobre 2013 in occasione del match di Série A perso 2-0 contro il Ponte Preta.

## Palmarès

### Club

#### Competizioni statali
- Campionato Mineiro: 2

Atlético Mineiro: 2013, 2015
- Campionato Catarinense: 1

Chapecoense: 2017

#### Competizioni internazionali
- Recopa Sudamericana: 1

Atlético Mineiro: 2014

#### Competizioni nazionali
- Coppa del Brasile: 1

Atlético Mineiro: 2014